# نزار بين نصرة
نزار بين نصرة (بالألمانية: Nizar Ben Nasra) هو لاعب كرة قدم نمساوي في مركز الوسط، ولد في 2 أغسطس 1987 في قفصة في تونس. لعب مع أدميرا فاكر مودلينغ وأوستريا فيينا والقوافل الرياضية بقفصة ونادي البقعة ونادي بانغا غاروتشدي ونادي سيغيستا.

## وصلات خارجية
- نزار بين نصرة على موقع الاتحاد الدولي (مؤرشف)  (الإنجليزية)
- نزار بين نصرة على موقع قاعدة بيانات كرة القدم.إي يو (الإنجليزية)
- نزار بين نصرة على موقع Soccerway.com (الإنجليزية)